# Кинтекс
Кинтекс — болгарская государственная компания, основанная в Софии в 1966 году.
До 1992 года, де-факто являясь подразделением тайной полиции Болгарской коммунистической партии ― Комитета государственной безопасности, по существу была импортно-экспортной корпорацией, которая контролировала продажу на экспорт всех товаров, от сигарет до тяжёлого вооружения. Кинтекс отвечала за продажу оружия контрабандистам и террористам в Турции в 1970-х годах, имеющим как правые, так и левые политические симпатии.

## Провоз контрабанды
Первый крупная партия оружия, отправленная на экспорт из Болгарии отправилась в Алжир в 1961―1962 годах. Кинтекс содержал три базы в Софии для погрузки контрабандных товаров. Эти грузы доставлялись морем в Турцию через порты Варны и Бургаса на борту болгарских или иностранных судов. Кинтекс имела годовой доход от контрабанды товаров в размере от 5 до 15 миллионов долларов. В первые годы существования компании деньги перевозились в чемоданах. После 1985 года платежи осуществлялись через трансграничные торговые компании, учреждённые болгарской государственной безопасностью и министерством внешней торговли, как правило, в офшорных зонах. Эти юридические лица прикрывались местными жителями данных стран, которые были агентами тайной полиции.

## Посткоммунистическая эпоха
В настоящее время Кинтекс продолжает свою работу. Офис компании находится в Софии. Более четырёх десятков лет компания заключает контракты на поставку военно-технической продукции, вооружения и боеприпасов. Она также выполняет инженерные проекты в странах Африки, Азии и на Ближнем Востоке.
В 1992 году Кинтесбыла преобразована в компанию, деятельность которой регулируется торговым правом, что ограничивает продажу её акций. Новое законодательство вступило в силу в Болгарии в 1992 году. Все акции Кинтекс принадлежат государству. Компания имеет лицензию на экспорт, импорт и реэкспорт продукции для болгарской армии и полиции.